# Andrei Bănică
Andrei Nicolae Bănică (Constanza, 23 de noviembre de 1977) es un deportista rumano que compitió en remo.
Ganó tres medallas en el Campeonato Mundial de Remo, en los años 1997 y 2001. Participó en dos Juegos Olímpicos de Verano, ocupando el séptimo lugar en Atlanta 1996 y el sexto en Sídney 2000, en la prueba de ocho con timonel.

## Palmarés internacional
| Campeonato Mundial | Campeonato Mundial     | Campeonato Mundial | Campeonato Mundial |
| Año                | Lugar                  | Medalla            | Prueba             |
| ------------------ | ---------------------- | ------------------ | ------------------ |
| 1997               | Aiguebelette (Francia) | Medalla de plata   | Ocho con timonel   |
| 1998               | Colonia (Alemania)     | Medalla de bronce  | Ocho con timonel   |
| 2001               | Lucerna (Suiza)        | Medalla de oro     | Ocho con timonel   |